# 前田理
前田 理（まえだ さとし、1979年 - ）は、日本の化学者。
北海道大学大学院理学研究院 教授。
専門は理論化学、計算化学。
長野県出身。

## 学歴
- 1998年 長野県屋代高等学校 卒業[4]
- 2002年 東北大学理学部 卒業[1]
- 2004年 東北大学大学院理学研究科 修士課程 修了[1]
- 2007年 東北大学大学院理学研究科 博士後期課程 修了[1]

## 職歴
- 2004年 日本学術振興会特別研究員-DC[1]
- 2007年4月 日本学術振興会特別研究員-PD[5][1]
- 2008年 エモリー大学化学科 訪問研究員[1]
- 2010年4月 京都大学次世代研究者育成センター(白眉) 特定助教[1][5][6]
- 2012年2月 北海道大学大学院理学研究院 助教[1][5]
- 2014年1月 北海道大学大学院理学研究院 准教授[1][5]
- 2017年4月 北海道大学大学院理学研究院 教授[2][5]

## 受賞歴
- 2012年 第6回PCCP Prize[7][6]
- 2014年 ナイスステップな研究者（科学技術・学術政策研究所）[7][4]
- 2015年度 第12回日本学術振興会賞[1][7]理工系
- 2015年度 Banyu Chemist Award（BCA）[7][8]
- 2015年 Lectureship Award MBLA[7][2]
- 2016年 Thieme Chemistry Journals Award 2016[7][9]
- 2019年 WATOCのディラック・メダル[7]
- 2021年度 第1回長倉三郎賞（日本化学会）[7][10]
- 2021年度 第39回学術賞（日本化学会）[7][11]
- 2025年 フンボルト賞[7][12]